# Demi-véronique

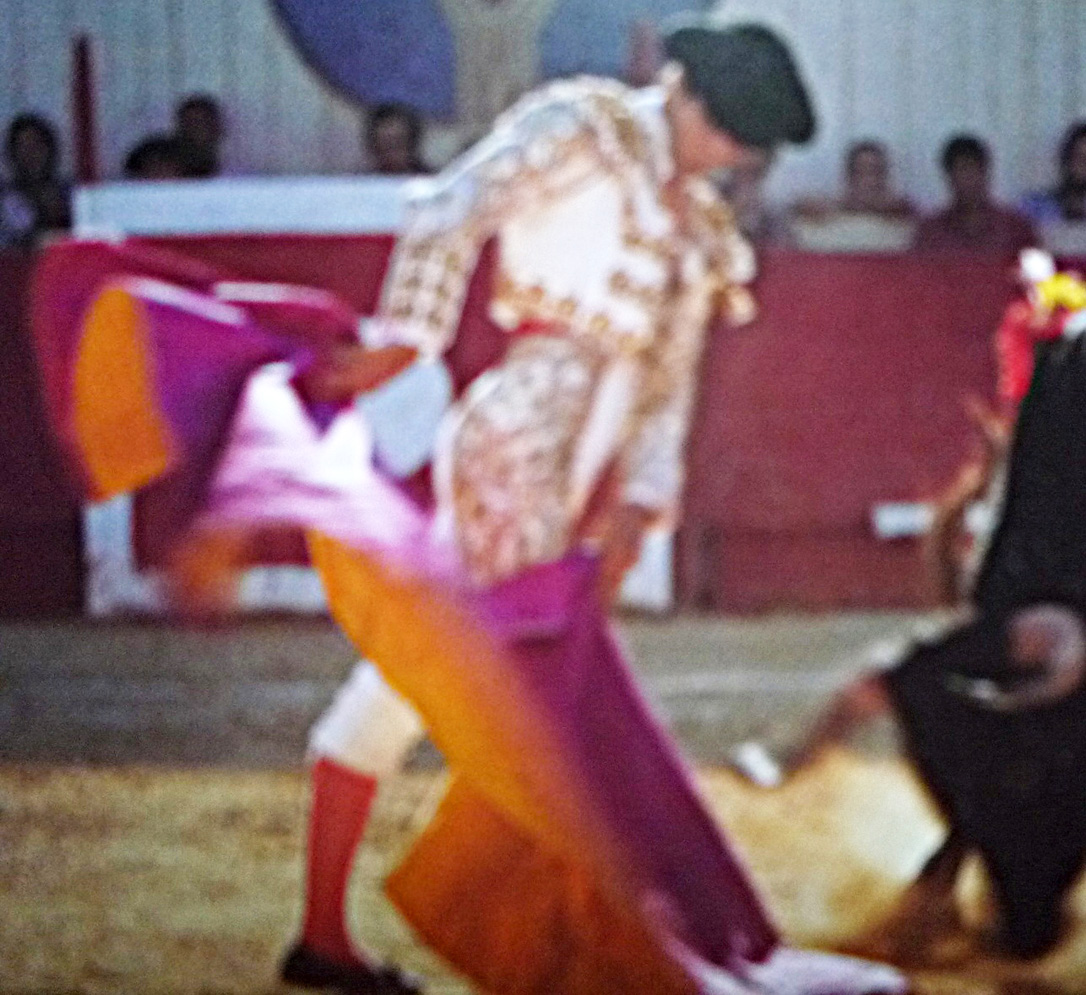
Demi-véronique 2008

Dans le monde de la tauromachie, la  demi-véronique  (de l'espagnol : media verónica) est une passe de cape que le torero utilise pour arrêter une série de véroniques.

## Présentation
C'est une véronique interrompue. Le bras extérieur  du matador décrit un arc de cercle et la cape se déploie en éventail, obligeant le taureau à suivre une courbe serrée ce qui arrête sa charge et permet à l'homme de s'éloigner. Le diestro utilise notamment cette manœuvre, très gracieuse, pour « déposer le taureau » devant le picador. On appelait autrefois demi-véronique l'« abanico », c'est-à-dire l'ensemble des passes à deux mains utilisées pour changer le taureau de place.
L'invention de cette passe est généralement attribuée à Juan Belmonte, auquel on prête cette remarque désinvolte : « Je l'ai inventée sans doute pour m'épargner l'autre moitié. » 
En réalité, il est fort probable que ce matador, qui a été le premier à enchaîner les véroniques, ait aussi été celui qui ait trouvé le moyen d'y mettre fin. Cette demi-véronique fait partie des passes de remate (fin). Actuellement, les matadors, pour l'exécuter, affrontent les taureaux de trois-quarts face. 
Cette passe est plus facile à exécuter dans les règles de l'art avec des taureaux nobles, à charge franche, selon Oduago-Zolarde qui la décrit ainsi : « Sorte de passe avec la cape qui consiste à faire renvoyer le taureau au moyen de la cape au moment où il donne l'hachazo (coup de tête violent) »
Elle s'écrit parfois « demie-véronique »